# Gerald Bowden
Gerald Francis Bowden (ur. 26 sierpnia 1935, zm. 7 stycznia 2020) – brytyjski polityk, deputowany.

## Działalność polityczna
Był politykiem Partii Konserwatywnej i w latach 1983-1992 był deputowanym Izby Gmin z okręgu wyborczego Dulwich.